# Districtul Batna
Batna este un district din provincia Batna, Algeria.